# 华纳兄弟电影世界
华纳兄弟电影世界（英語：Warner Bros. Movie World），又被简称为华纳影城、电影世界，于1991年6月3日开幕，是一个位于澳大利亚昆士兰州一个十分受欢迎並以电影為主題的主题公园。自接替了时代华纳以后，它为乡村路演旗下所拥有并进行營運，并且它是澳大利亚唯一一处以电影相关的主题公园。
电影主题公园包含各种游乐设施和来自运动模拟器的景点到过山车和缓慢的河流骑。另外，服装演员表演者也会在公园里巡逻，让游客有机会与他们拍照。他们包括蝙蝠侠、王牌大贱谍、玛丽莲·梦露、史酷比狗、神秘公司、帮派和各种兔巴哥人物。小街道秀还包括短剧，也有唱歌表演、全明星游行展示与车辆身着戏装的角色和电影主题彩车。
此外，在复杂的电影世界里还有许多活跃的电影制片厂。像恐怖蜡像馆、狗狗震、小飛俠彼得潘、幽灵船、死刑犯与堡垒等许多电影和电视系列产品都在华纳街道秀工作室中诞生，毗邻的华纳兄弟电影世界。

## 歷史

### 2010年代
2011年6月3日，华纳兄弟电影世界举行了庆祝主题公园诞辰20周年的纪念活动。

## 另请参阅
- 西班牙马德里的华纳公园（又名马德里华纳兄弟电影世界）
- 德国博特罗普的德国电影公园（原名叫德国华纳兄弟电影世界）
- 阿拉伯联合酋长国迪拜的迪拜乐园 – 设置里面有个新的华纳兄弟电影世界主题公园